# Sasa kurokawana
Sasa kurokawana är en gräsart som beskrevs av Tomitaro Makino. Sasa kurokawana ingår i släktet sasabambu, och familjen gräs. Inga underarter finns listade i Catalogue of Life.